# Esplanade des Mosquées
L'esplanade des Mosquées (en hébreu Har ha Bayit, « mont de la Maison » ; en arabe Bayt al-Maqdis, « Maison de Sainteté », ou al-Ḥaram aš-Šarīf, « Noble Sanctuaire ») est l'espace situé dans la vieille ville de Jérusalem sur le mont du Temple.
Elle a une forme presque rectangulaire et s'élève à 743 mètres d'altitude. Elle comprend aujourd'hui de nombreux édifices, dont le célèbre dôme du Rocher et la mosquée Al-Aqsa, qui est la plus grande de Jérusalem.
L'esplanade des Mosquées se trouve sur le site le plus sacré du judaïsme, où se situait son Temple. Elle est aussi généralement considérée comme un « troisième lieu saint de l'islam », bien qu'elle ne fasse pas partie des lieux saints du hajj. Une tradition musulmane identifie la « Mosquée très éloignée » du voyage nocturne de Mahomet (Coran 17:1) avec celle de l'esplanade, bien qu'il n'y eût pas de mosquée à Jérusalem du vivant de Mahomet, ni avant l'an 637.
L'importance de Bayt al-Maqdis (en) pour Mahomet ne fait pas consensus entre spécialistes et la littérature arabe des débuts de l'islam (638-1099) n'en fait pas mention. Cependant, la première trace d'une tradition associant le lieu à l'Isra et Miraj date de la période omeyyade, sans que celle-ci semble avoir eu une importance islamique. De plus, ce lieu aurait été la première qibla avant que celle-ci ne soit dirigée vers la Kaaba.

## Situation
L'esplanade des Mosquées se situe dans la vieille ville de Jérusalem, centre historique de Jérusalem, gouvernée par Israël depuis 1967, mais comme les autorités israéliennes l'avaient proposé à cette date, son accès est régi par le statu quo qui la place sous l'administration du Waqf relevant de la Jordanie, Israël ne se réservant que les questions de sécurité.
L'esplanade est située sur une colline appelée mont du Temple, car s'y dressait dans l’Antiquité le temple de Jérusalem, le plus haut lieu saint du judaïsme. De cette rivalité, il résulte des tensions et parfois des émeutes de musulmans contre le pouvoir israélien ou contre des Juifs qui désirent y prier, notamment le jour du jeûne de Tisha BeAv qui commémore les destructions du Temple en 587 avant J.-C. par le roi Nabuchodonosor II puis en l’an 70 par l'empereur Titus,.

## Description
L'esplanade des Mosquées se trouve sur une hauteur calcaire qui domine la vieille ville de Jérusalem et appelée mont du Temple. Elle a une forme trapézoïdale de 150 000 m2 de superficie. Ses dimensions sont de 470 (côté est) à 488 mètres (côté ouest), sur 280 (côté sud) à 315 (côté nord) mètres, pour une altitude de 740 mètres. Elle est entourée de murs monumentaux, bâtis comme murs de soutènement par Hérode pour agrandir le site, et dont l'un constitue le Mur occidental (Kotel) ou mur des Lamentations, qui serait le seul vestige du temple de Jérusalem, tandis que la partie orientale fait partie des remparts de Jérusalem,.
Sur l'esplanade, outre le dôme du Rocher et la mosquée al-Aqsa, on trouve une centaine d'édifices de différentes périodes dont certains sont des œuvres d'art remarquables : des lieux de prière musulmans, des arches et des portiques, des écoles religieuses musulmanes (madrassas), des minarets, des fontaines pour boire et d'autres pour les ablutions rituelles.

Le site dans sa totalité peut accueillir plusieurs centaines de milliers de personnes. Le 31 décembre 1999, ce sont ainsi plus de 400 000 musulmans qui y avaient assisté à la prière du vendredi.

Cartographie
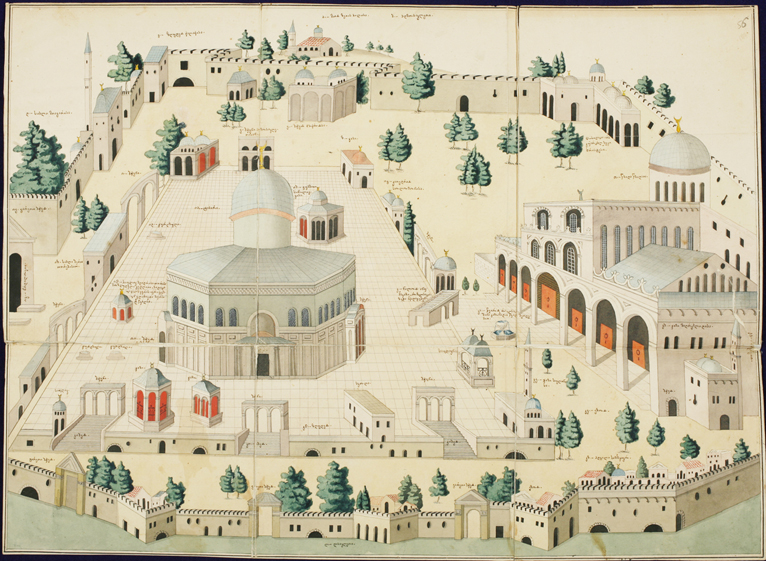
Plan de (en)T. Gabashvili, 1750-55
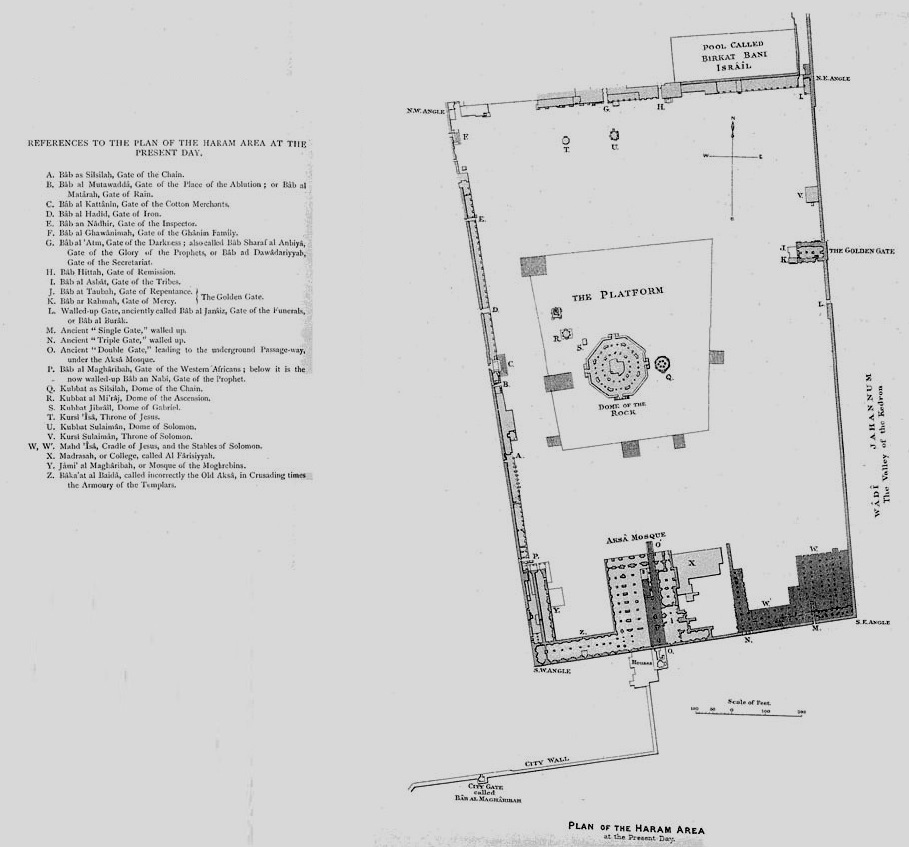
Plan de l'esplanade par Guy Le Strange, Londres, 1890
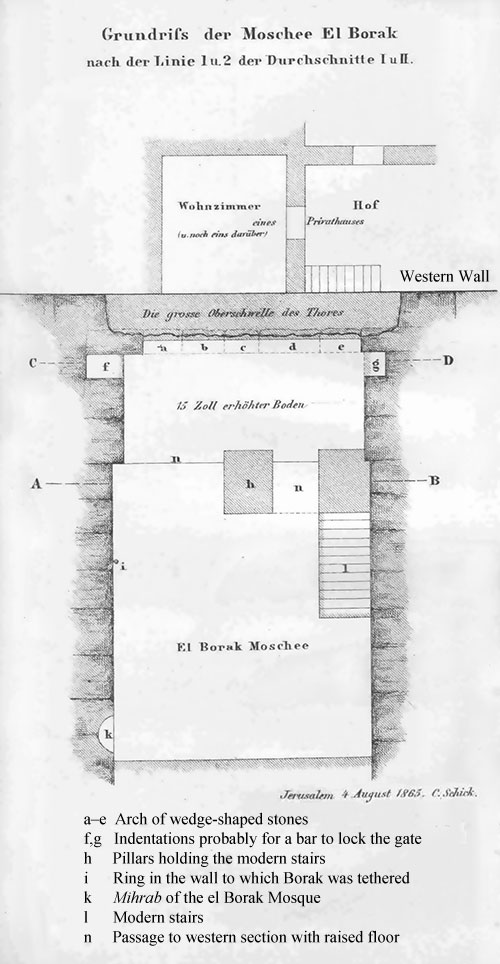
Mosquée el-Borak Haram Al-Sharif, 1865

Dans son Voyage en Orient, entre 1832 et 1833, Lamartine apporte son témoignage sur le lieu : 
« Cette magnifique plate-forme, préparée sans doute par la nature, mais évidemment achevée par la main des hommes, était le piédestal sublime sur lequel s’élevait le temple de Salomon ; elle porte aujourd’hui deux mosquées turques : l’une, El-Sakara, au centre de la plate-forme, sur l’emplacement même où devait s’étendre le temple ; l’autre, à l’extrémité sud-est de la terrasse, touchant aux murs de la ville. La mosquée d’Omar, ou El-Sakara, édifice admirable d’architecture arabe... Au delà de ces arches détachées de tout autre édifice, les plates-formes continuent et se terminent, l’une à la partie nord de la ville, l’autre aux murs du côté du midi. De hauts cyprès disséminés comme au hasard, quelques oliviers, et des arbustes verts et gracieux, croissant çà et là entre les mosquées, relèvent leur élégante architecture et la couleur éclatante de leurs murailles, par la forme pyramidale et la sombre verdure qui se découpent sur la façade des temples et des dômes de la ville ».

## Lieux hiérosolymitains dans la tradition islamique
Après la conquête de Jérusalem par les Arabes en 637, le lieu fait l'objet de constructions islamiques :
- Le dôme du Rocher (souvent appelé à tort[10] « mosquée[11] d'Omar ») est achevé vers 691, sous le règne d'Abd al-Malik. Ce monument, le plus visible de Jérusalem avec sa coupole dorée, abrite le rocher de la Fondation. Selon la sourate 37 du Coran, c'est là qu'Abraham offrit en sacrifice son fils Ismaël (et non Isaac comme indiqué dans la Bible, pour les Juifs et les chrétiens)[12].

- Vers le début du VIIIe siècle, la mosquée al-Aqsa est édifiée. Elle subira de nombreuses destructions et sa dernière grande reconstruction date du XIIIe siècle. Il s'agit de la plus grande mosquée de Jérusalem, où 5 000 fidèles peuvent prier. Selon la tradition musulmane, la mosquée a commencé à être bâtie en 637 par le deuxième calife Omar ibn al-Khattâb[13]. C'est l'endroit d'où Mahomet serait arrivé depuis La Mecque, lors de l'Isra (voyage nocturne), et d'où il serait monté au paradis, lors du Miraj, en chevauchant sa monture Bouraq.

- Une autre tradition rapportée par écrit au XIVe siècle par Ibn Furkah raconte que le Bouraq, monture mythique de Mahomet, a été attachée au lieu identifié comme le mur des Lamentations, lors du voyage en songe du Prophète à Jérusalem[14]. À l'endroit précis où il attacha le Bouraq, une petite mosquée fut construite et nommée « mosquée du Bouraq »[15]. Elle se situe au coin sud-ouest de l'esplanade.

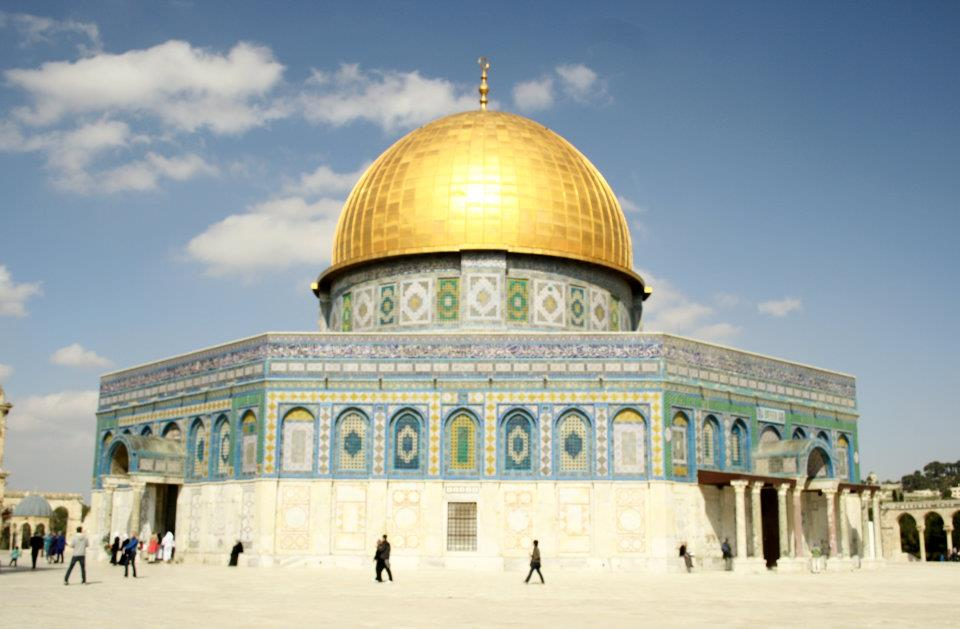
Dôme du Rocher, 2012.
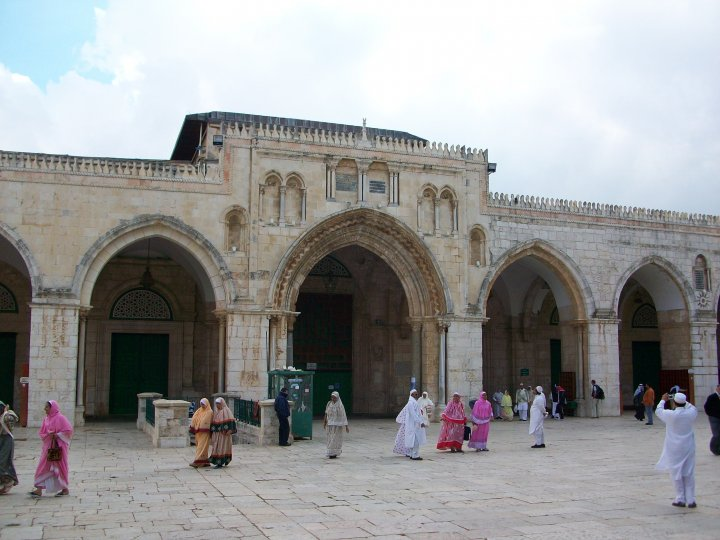
Mosquée al-Aqsa, 2008.
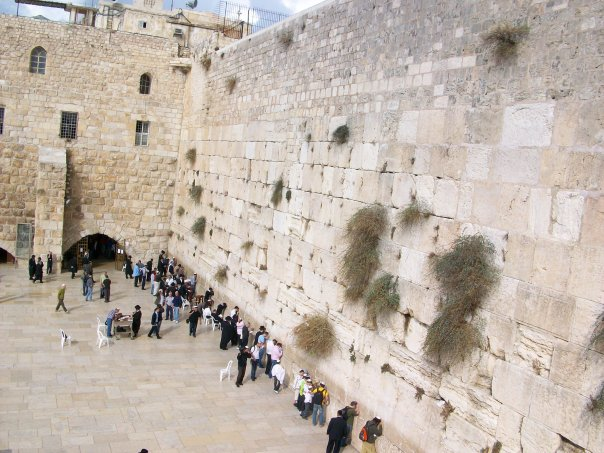
Vue sur le mur des Lamentations depuis la rampe d'accès à l'esplanade des Mosquées, 2008.

## Califes
Lors de la conquête arabe de la ville en 635 de notre ère, soit en 15 de l'Hégire, Jérusalem était appelée Ælia Capitolina par les Romains (en hommage à l'empereur Hadrien et au dieu Jupiter), ayant voulu ainsi asseoir leur puissance coloniale, à partir de 130 ap. J.-C., en effaçant toute trace et tout souvenir des Juifs dans la cité de David. Ne restent du mont du Temple juif qu'un fragment de son mur de soutènement, appelé de nos jours « mur des Lamentations » ou Kotel, et des ruines éparses.
Quand le deuxième calife de Rachidun Omar ibn al-Khattâb demande « à voir le « sanctuaire [masjid] de David », on le conduisit en des lieux qui ne correspondaient point à la description du sanctuaire par le Prophète [Mahomet] ». Il est informé par Ka'ab al-Ahbar, un rabbin juif converti à l'islam ou crypto-juif, que le site est identique au site des anciens temples juifs de Jérusalem. « Il finit par parvenir à l'esplanade du vieux temple [juif], qu'il trouva couverte d'immondices que « les Byzantins y avaient jetées en haine des fils d'Israël. Il étendit son manteau et se mit à balayer ce fumier ; et les musulmans suivirent son exemple ». Il se serait écrié que c'était bien là le masjid de David (داوود, Dāwūd) et le lieu du voyage nocturne de Mahomet. Omar conserve le nom d'Ælia Capitolina sous la forme Iliya (إلياء) mais remplace la référence à Jupiter Capitolin par Bayt al-Maqdis (« la Maison du sanctuaire »),. Avec lui comme avec les Romains, les Juifs restent en principe interdits de droit de cité sur le mont du Temple comme dans toute la région de Syrie-Palestine.
Quarante ans plus tard, le calife omeyyade Abd al-Malik bin Marwan fait construire le dôme du Rocher et la mosquée al-Aqsa sur l'esplanade, possiblement pour détourner les pèlerins musulmans de La Mecque (le hajj) - alors entre les mains de son ennemi Abdallah ibn az-Zubayr - et les attirer vers Jérusalem, devenant nouveau pôle spirituel de l'islam,. Ces deux œuvres architecturales sont construites sur le modèle des édifices chrétiens du mont Golgotha et leur magnificence a pour vocation de rivaliser avec eux,.
Aussi, l'aspiration primitive de l'islam à se substituer aux deux autres religions monothéistes (judaïsme et christianisme) se poursuit dans l'attachement à ce lieu et à la ville al-Quds depuis quatorze siècles, bien que le statut de cette dernière ait connu « des hauts et des bas » en islam.

## Utilisation de l'appellation
L'esplanade des mosquées, Bayt al-Maqdis, signifie littéralement « la Maison du sanctuaire/temple » ; cette expression est l'équivalente du terme hébreu Beit ha-Mikdash qui dans les deux cas désigne le temple de Jérusalem, ou le lieu de prosternation lointain (al-Aqsa, الاقصى) mentionné dans le Coran, où se situait auparavant le Temple juif. Ainsi, parmi les premiers musulmans, le mont du Temple/esplanade des Mosquées est appelé Madinat bayt al-Maqdis (« Ville du Temple »), sans référence au Coran.
Selon Jérôme Bourdon, l'expression contemporaine « esplanade des Mosquées » est une appellation seulement utilisée par la presse française, qui n'a pas d'équivalent dans d'autres langues qui n'emploient que l'expression « mont du Temple » ou « Haram al-Sharif » pour désigner ce lieu.
C'est la visite d'Ariel Sharon - alors chef de l'opposition israélienne - le jeudi 28 septembre 2000 qui a contribué à accentuer la polémique sur l'appellation, surtout lorsqu'on lie cette visite à l'origine de la Seconde Intifada. Le Monde, par exemple, va alors quelquefois ajouter « mont du Temple pour les Juifs » à côté de l'expression « esplanade des Mosquées ». Au total, de 1987 (date à partir de laquelle une recherche sur l'internet est possible) à septembre 2005, plus de 400 articles incluent l'expression « esplanade des Mosquées », et le « mont du Temple » figure 14 fois. En télévision, ce type de double appellation reste rare, l'expression « esplanade des Mosquées » restant privilégiée.
En 2017, Radio-Canada rappelle que « tous les grands médias francophones dans le monde nomment ce lieu « esplanade des Mosquées », de sorte qu’il s'agit donc du terme le plus communément admis dans la presse francophone, sans qu'il faille y voir une prise de position ».
Pour les Juifs, c'est le mont du Temple, pour les musulmans le Haram al Sharif, c'est-à-dire le Noble Sanctuaire. La presse anglophone utilise plutôt « mont du Temple » (Temple Mount) ou plus récemment « Haram al-Sharif ». Un exemple de cette différence d'appellation entre anglophones et francophones est donné par l'ouvrage de Bill Clinton My Life qui évoque le « mont du Temple » (Temple Mount) quand la traduction française, Ma vie, dit « esplanade des Mosquées ».

Généralement, l'utilisation choisie de telle expression instruit sur l'esprit du locuteur dans la guerre des mots liés au conflit israélo-palestinien.

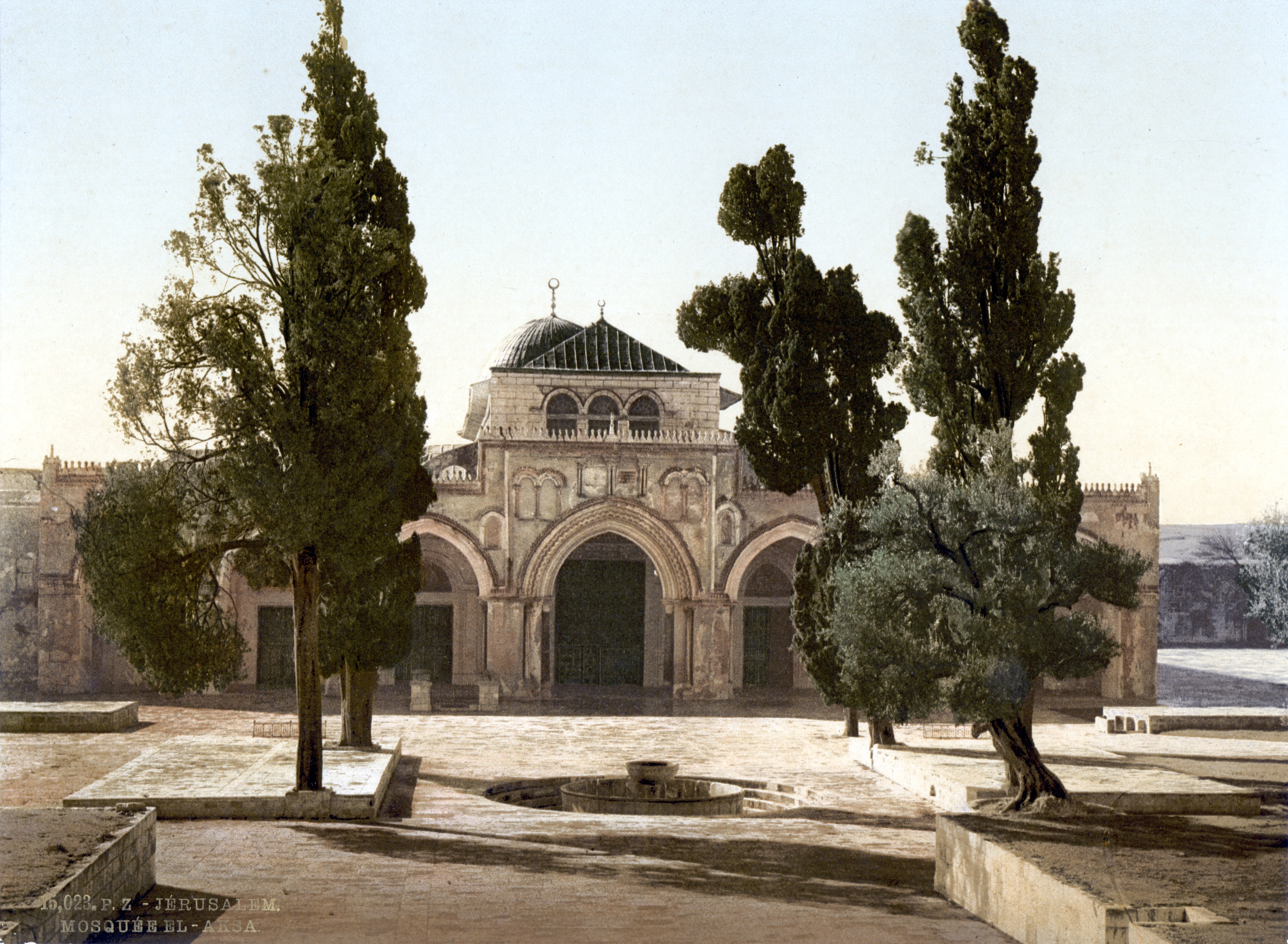
Mosquée Al-Aqsa, 1890-1900.
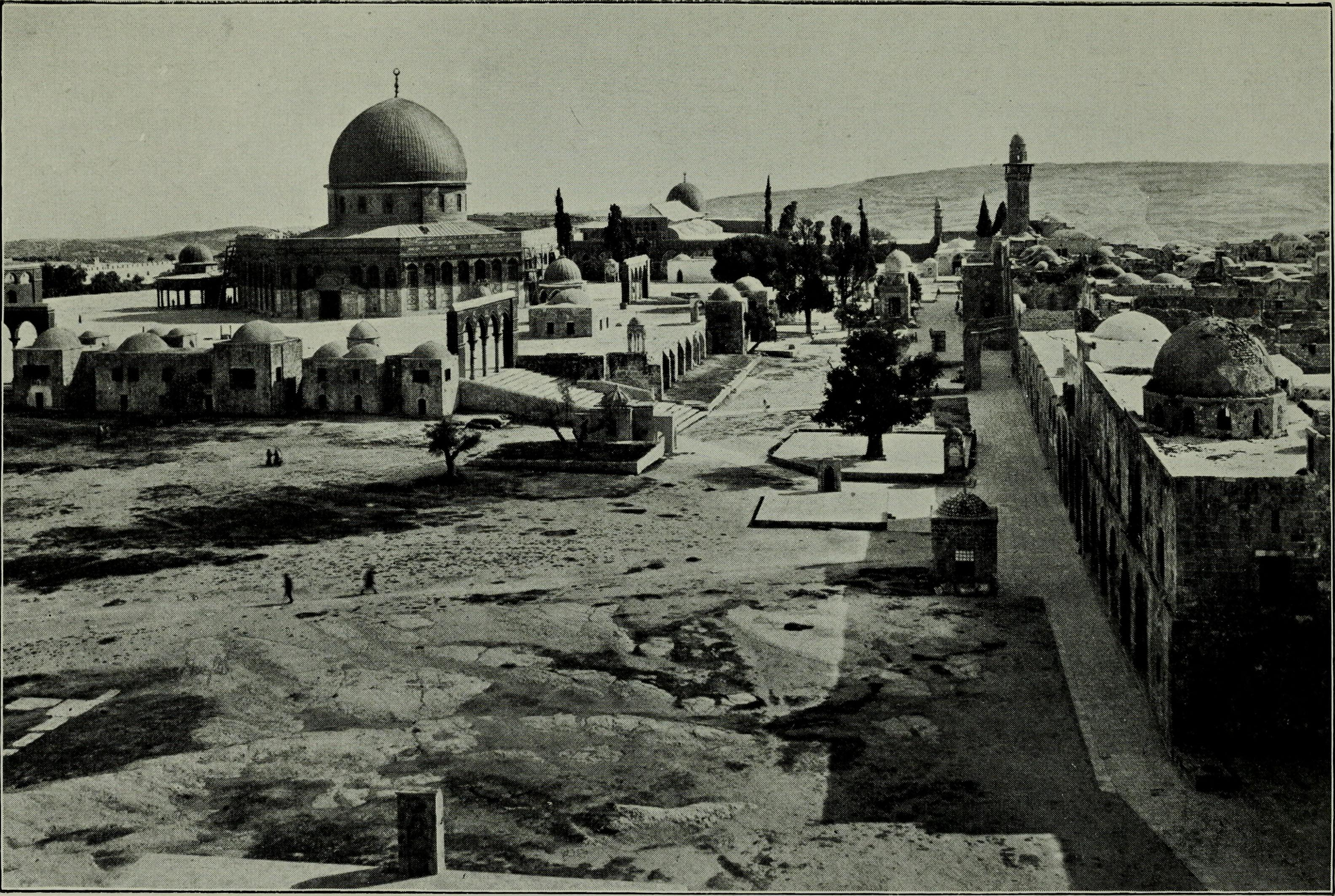
Hiver à l'esplanade des Mosquées, 1901.
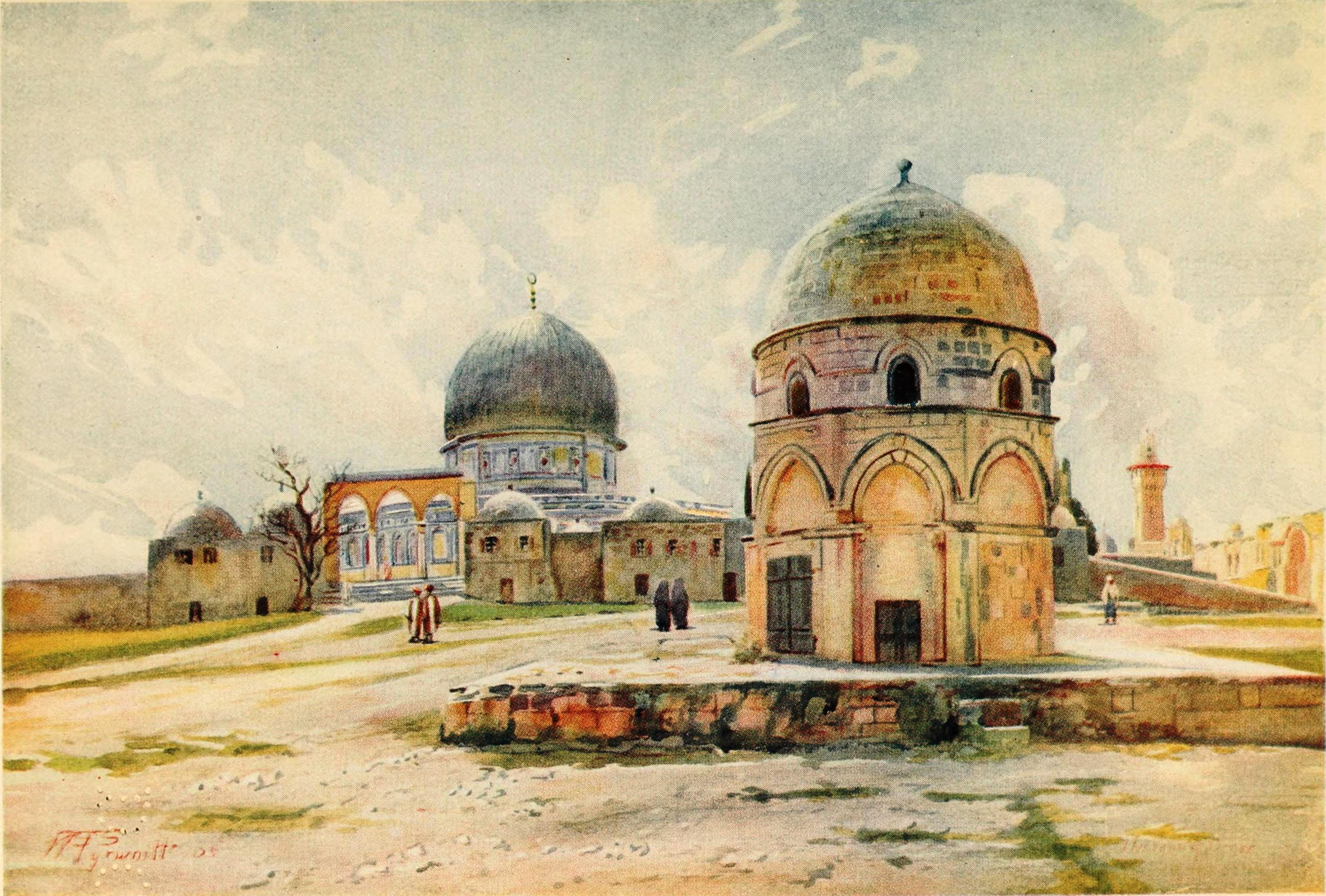
Aquarelle « Morning in Jerusalem: The Mosqe of Omar the shaded side », v. 1907.
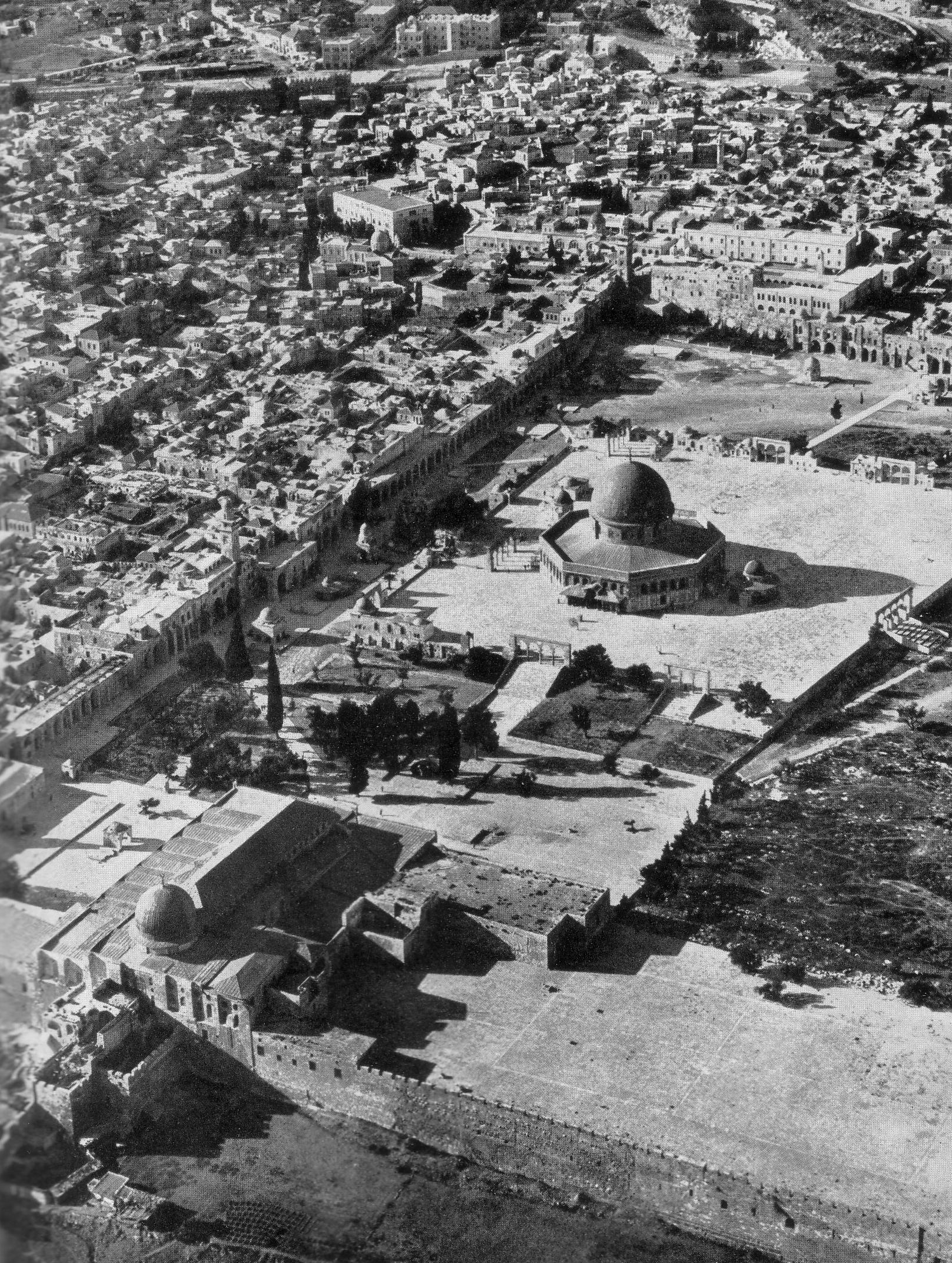
Vue aérienne du « Temple Mount », (The National Geographic Magazine) 1938.
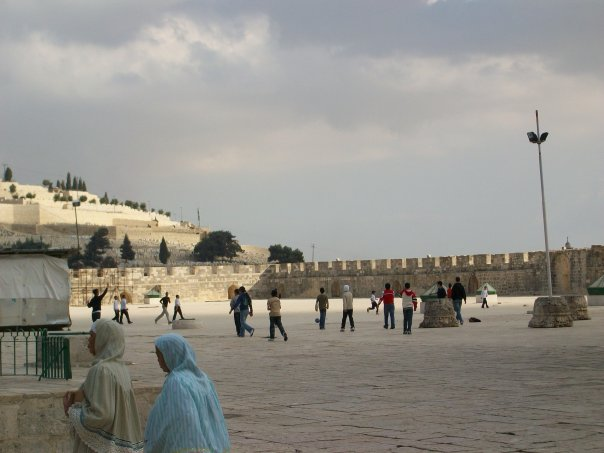
Esplanade des Mosquées, 2008.
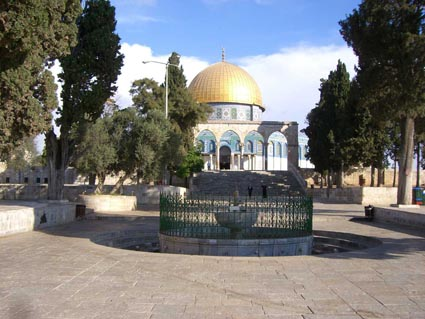
Fontaine à ablutions « al-Kas », la coupe.
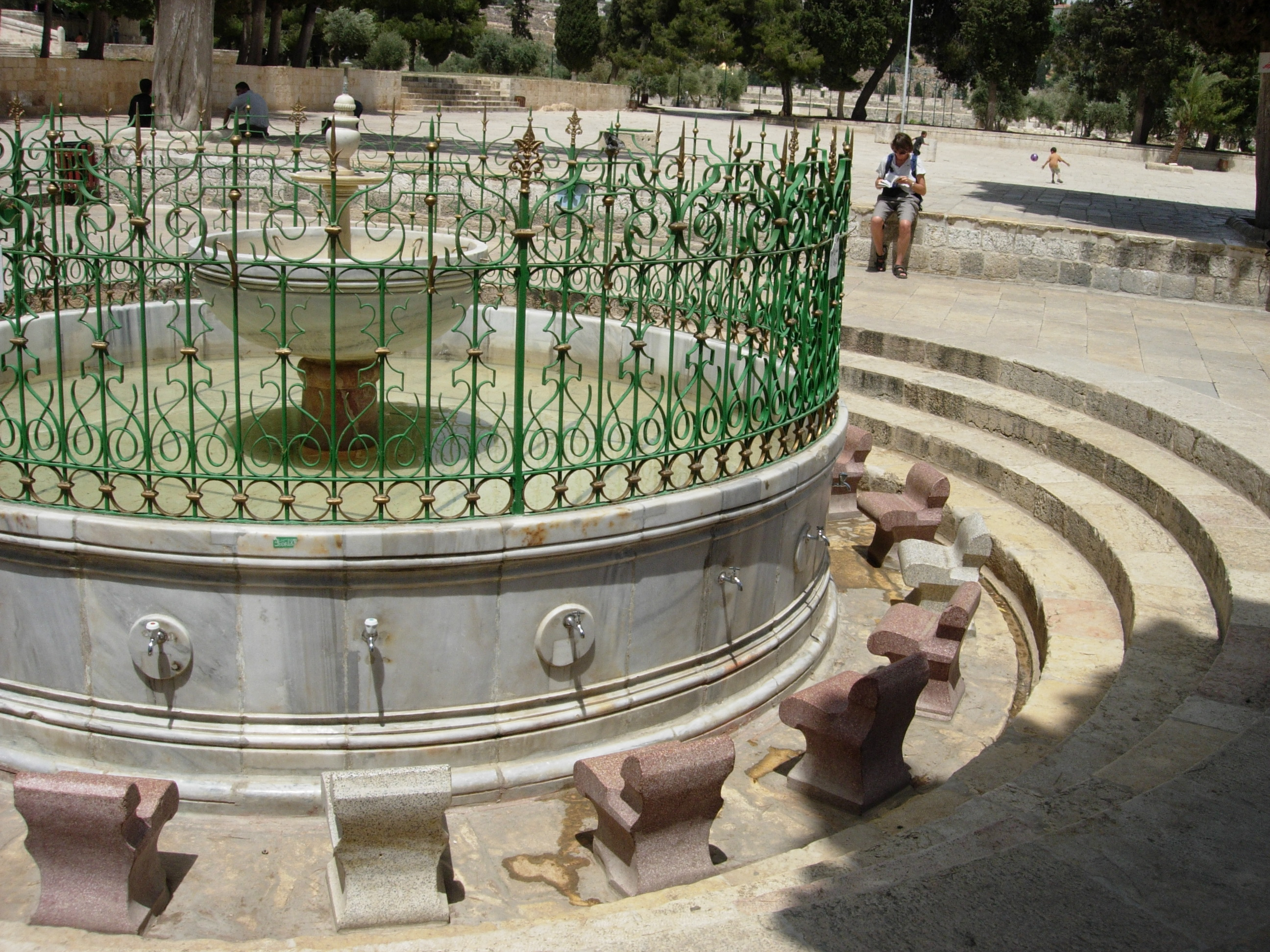
Al-Kas, « Station d'ablutions sur le mont du Temple »
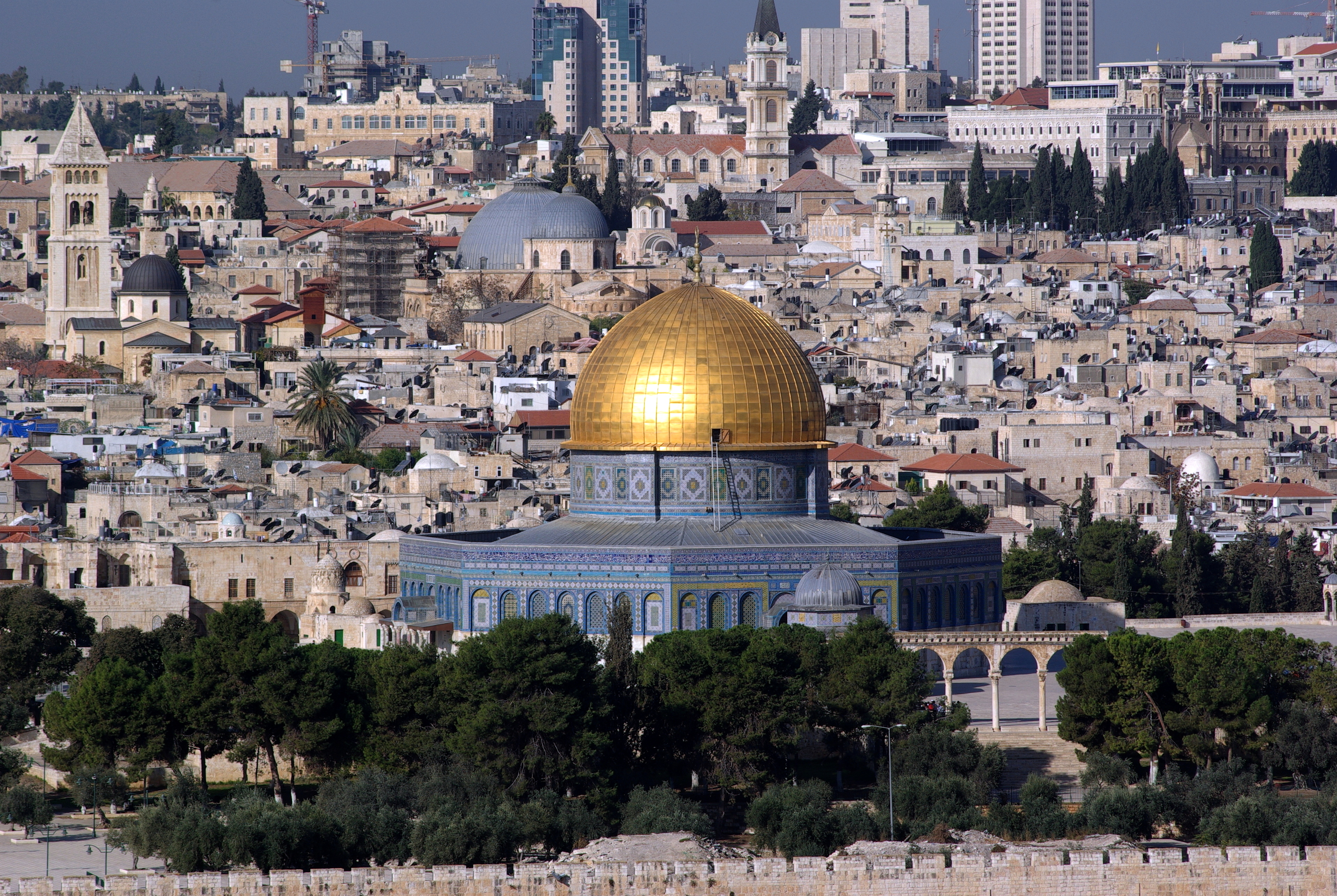
Dôme du Rocher vu depuis le mont des Oliviers.
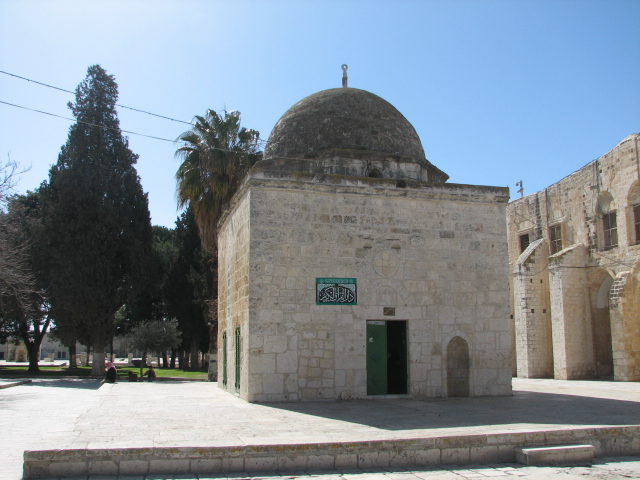
Dôme de Moïse
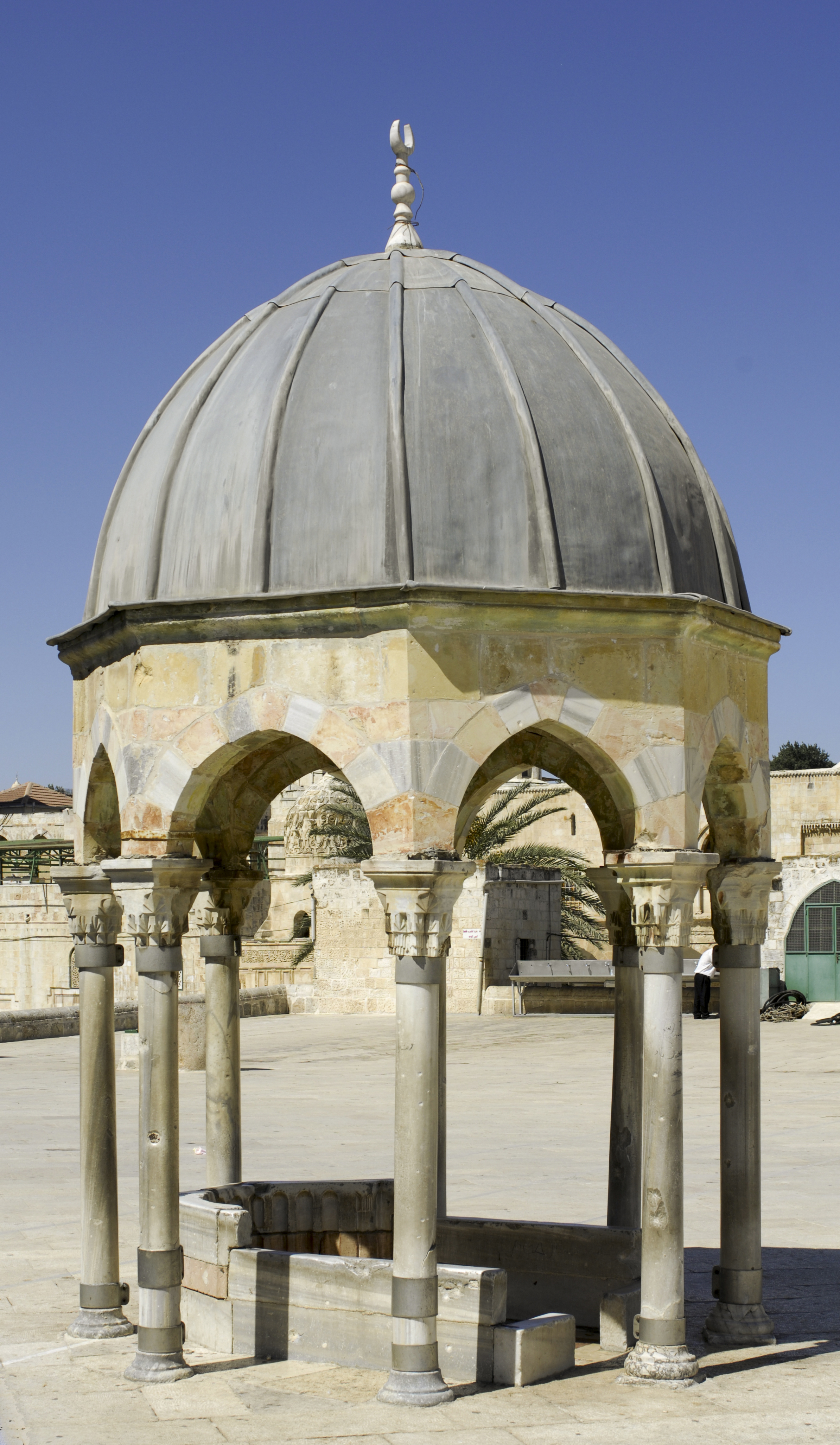
Dôme du Prophète
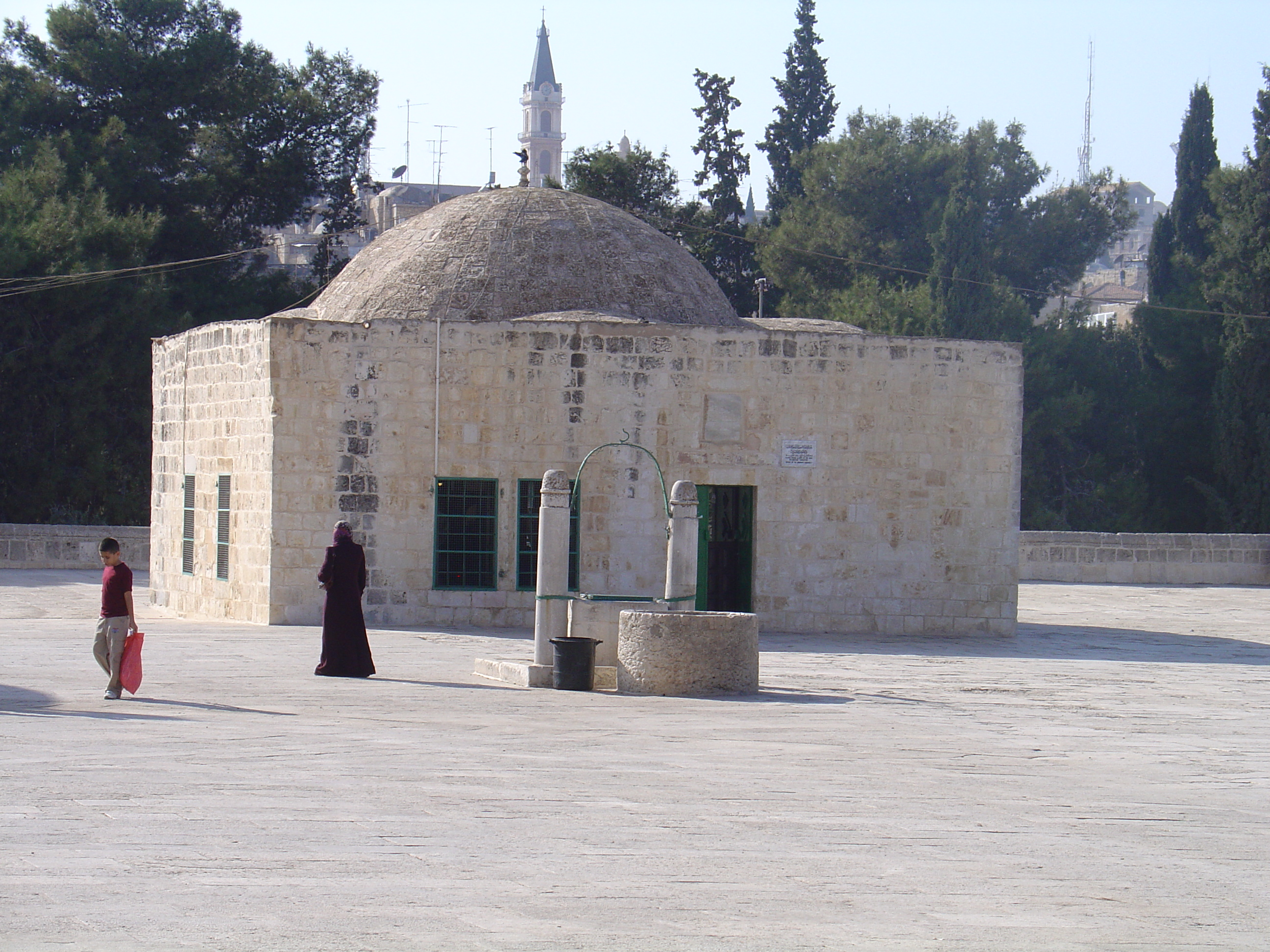
Dôme de Sheikh Muhammad Al-Khalili (قبة الخليلي )
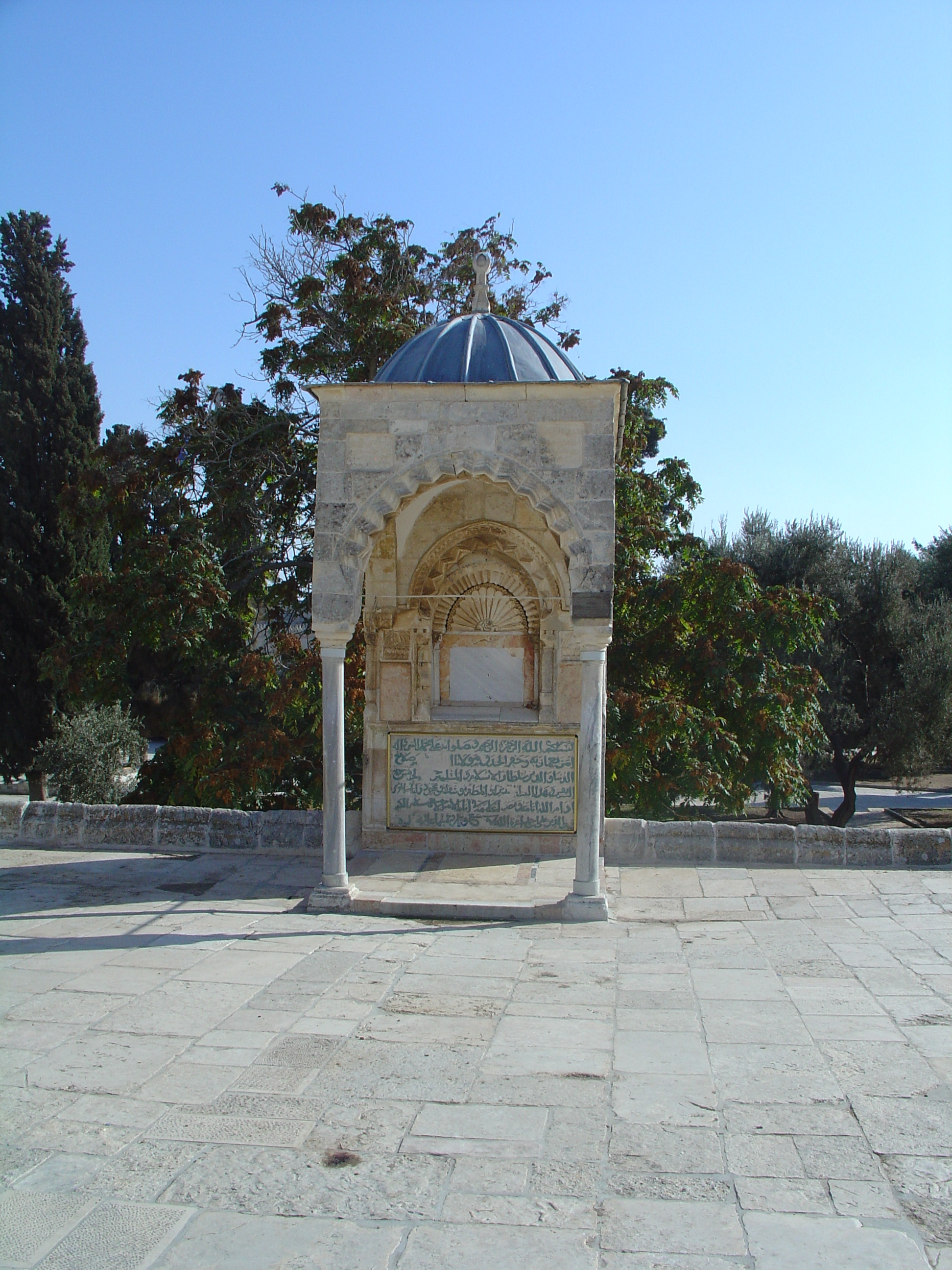
Dôme de Salah ad-Din

### Documentation
Liens externes
- Inès El Laboudy, Jérusalem : qu'est-ce que «le statu quo» sur l’esplanade des Mosquées ?, Libération, 25 octobre 2015.